# Synomelix perfida
Synomelix perfida är en stekelart som först beskrevs av Woldstedt 1874.  Synomelix perfida ingår i släktet Synomelix och familjen brokparasitsteklar. Arten är reproducerande i Sverige. Inga underarter finns listade i Catalogue of Life.